# Angraecopsis thomensis
Angraecopsis thomensis là một loài thực vật có hoa trong họ Lan. Loài này được Stévart & P.J.Cribb mô tả khoa học đầu tiên năm 2004.